# Matt Jeneroux
Matthew James Arthur Jeneroux, né à Edmonton (Alberta) en 1981 ou 1982, est un homme politique canadien. Jeneroux a reçu la Médaille du jubilé de diamant de la reine Élisabeth II en 2012.
Il est élu à la Chambre des communes pendant les Élections fédérales canadiennes de 2015. Il représente la circonscription électoral d’Edmonton Riverbend comme membre du Parti conservateur du Canada. Avant d’être élu à la Chambre des communes, il a servi à l’Assemblée législative de l'Alberta en représentant la circonscription du sud ouest Edmonton. 

## Biographie
Jeneroux est né et a grandi à Sherwood Park en Alberta. Il a obtenu son baccalauréat en lettres de l'université de l'Alberta. Avant de travailler en politiques provinciales et fédérales, Jeneroux a travaillé à Santé Canada et participé activement à des activités communautaires de bénévolat à Edmonton.
Il a été d’abord élu à l'Assemblée provinciale pendant les élections de 2012. Au printemps 2013, un an après avoir été élu, il a proposé un projet de loi intitulé « congé de compassion loi 203 ». Approuvé par un assentiment royal, il permet à un employé d'avoir un congé autorisé pour s’occuper d’un membre de famille en phase terminale. 
Pendant 3 ans, deux de ses motions ont été unanimement adoptées. D'abord c'est pour fournir un support pour les terrains de sport une fois des écoles sont construites aux jeunes familles en Alberta. Il a aussi exhorté le gouvernement provincial à réviser la politique de protection de l'enfance dans la province. Il a présidé le Comité permanent de l'Assemblée législative. Il a été vaincu durant les élections provinciales de 2015. 
Il a aussi présidé le caucus de la région de la Capitale, le secrétariat à la jeunesse, et il était aussi membre dans le comité du conseil de trésor de l'Alberta. De plus, il a présidé le Results Based Budgeting for Environment and Resource Stewardship et le Results Based Budgeting for Wellness. Il était membre du comité des comptes publics, co-président du jury des consultants des films de l’Alberta, président du comité consultatif de jeunesse de l’Alberta.
Comme membre du Parlement du Canada et affilié au parti conservateur du Canada, Jeneroux est le porte-parle adjoint du Ministre des sciences et auparavant, il a servi comme porte-parole de l'opposition pour diversification de l'économie de l'Ouest canadien. 
Jeneroux a été nommé co-président de l'Alberta Jobs Task Force, un comité électoral conservateur qui devrait rassembler les informations portant sur les citoyens de l’Alberta affectés par la situation économique actuelle et faire des rapports qui seront soumis à la Chambre des communes du Canada. 
En 2016, Jeneroux a été élu parmi les top 3 « up and comers » du Parlement par le rapport publié par The Hill Times. 
Jeneroux a été nommé comme membre du comité parlementaire permanent pour l’accès à l'information, éthiques, et vie privée. En janvier 2017, il a été nommé comme membre du comité permanent des comptes publics. Dans sa nouvelle tache comme porte-parle adjoint du ministre des sciences, Jeneroux a été choisi pour servir comme membre conservateur du comité de l’industrie. En février 2017, Jeneroux a présenté une motion pour promouvoir l’utilisation de la technologie géothermale dans les puits de pétrole abandonnés dans l'ouest canadien. Sa motion qui était soutenue par l’industrie géothermale, appelle le gouvernement canadien à trouver des moyens pour réduire la charge législative pour l’utilisation de la technologie géothermale au Canada.
Jeneroux a été choisi comme le « meilleur député dans sa circonscription » par ses collègues, staff, media en mai 2017 par The Hill Times.

## Sources
- (en) Matt Jeneroux